# Сонин, Евгений Юрьевич
Евге́ний Ю́рьевич Со́нин (укр. Євген Юрійович Сонін; 16 июня 1974, Днепропетровск) — украинский футболист.

## Биография
Профессиональную карьеру Евгений начинал в белорусском футбольном клубе «Обувщик», в котором провёл два сезона, а в 1993 году перешёл в АПК Азов.
В 1994 перешёл в «Космос» Павлоград, затем играл в новомосковском «Металлурге».
С 1994 по 1995 играл за клуб российской высшей лиги за «Крылья Советов» Самара.
С 1995 по 1999 играл в различных клубах Украины. В 1998 перешёл из «Днепра» в «Торпедо» Запорожье, которое тогда играло в первой украинской лиге.
В 2000, после первого круга, перешёл в клуб Первого дивизиона «Жемчужина» (Сочи). Команда шла на 8 месте, однако по итогам сезона клуб вылетел во Второй дивизион. С 2000 года во втором дивизионе запретили выступать легионерам, и Сонин на год остался вне футбола, пока в 2002 не перешёл в «Кристалл» Смоленск.
В 2005 играл за махачкалинское «Динамо». В 2008 принял участие в турнире памяти Сергея Перхуна, став на нём лучшим игроком.
На ноябрь 2011 года возглавлял комитет по физической культуре и спорту Самарского района города Днепропетровска.